# Petite-Forêt
Petite-Forêt és un municipi francès, situat a la regió dels Alts de França, al departament del Nord. L'any 2006 tenia 5.251 habitants. Limita al nord amb Raismes, a l'est amb Anzin, al sud-est amb Valenciennes, al sud amb La Sentinelle i al sud-oest amb Aubry-du-Hainaut.

## Demografia
| 1962                                       | 1968  | 1975  | 1982  | 1990  | 1999  | 2006  |
| ------------------------------------------ | ----- | ----- | ----- | ----- | ----- | ----- |
| 2.944                                      | 2.946 | 3.422 | 3.757 | 5.293 | 5.251 | 4,963 |
| Des de 1962: població sense dobles comptes |       |       |       |       |       |       |

## Administració
| Període | Identitat | Partit        |
| ------- | --------- | ------------- |
| 2001-   | Marc Bury | proper al PCF |